# Medon (Argos)
Medon (altgriechisch Μέδων Médōn) war in der griechischen Mythologie der Sohn von Keisos, dem König von Argos, und der Bruder des Maron und des Phlias. Über ihn ist nichts Näheres überliefert. Er scheint aber keine Nachkommen gehabt zu haben, da sein Bruder Maron nach ihm König wurde.